# Trentepohlia (Mongoma) metatarsatra
Trentepohlia (Mongoma) metatarsatra is een tweevleugelige uit de familie steltmuggen (Limoniidae). De soort komt voor in het Afrotropisch gebied.